# Yaucourt-Bussus
Yaucourt-Bussus is een voormalige gemeente in het Franse departement Somme (regio Hauts-de-France) en telt 208 inwoners (2005). De plaats maakt deel uit van het arrondissement Abbeville. Yaucourt-Bussus is op 1 januari 2025 gefuseerd met de gemeente Bussus-Bussuel tot de gemeente Bussus-lès-Yaucourt.

## Geografie
De oppervlakte van Yaucourt-Bussus bedraagt 7,0 km², de bevolkingsdichtheid is 29,7 inwoners per km².

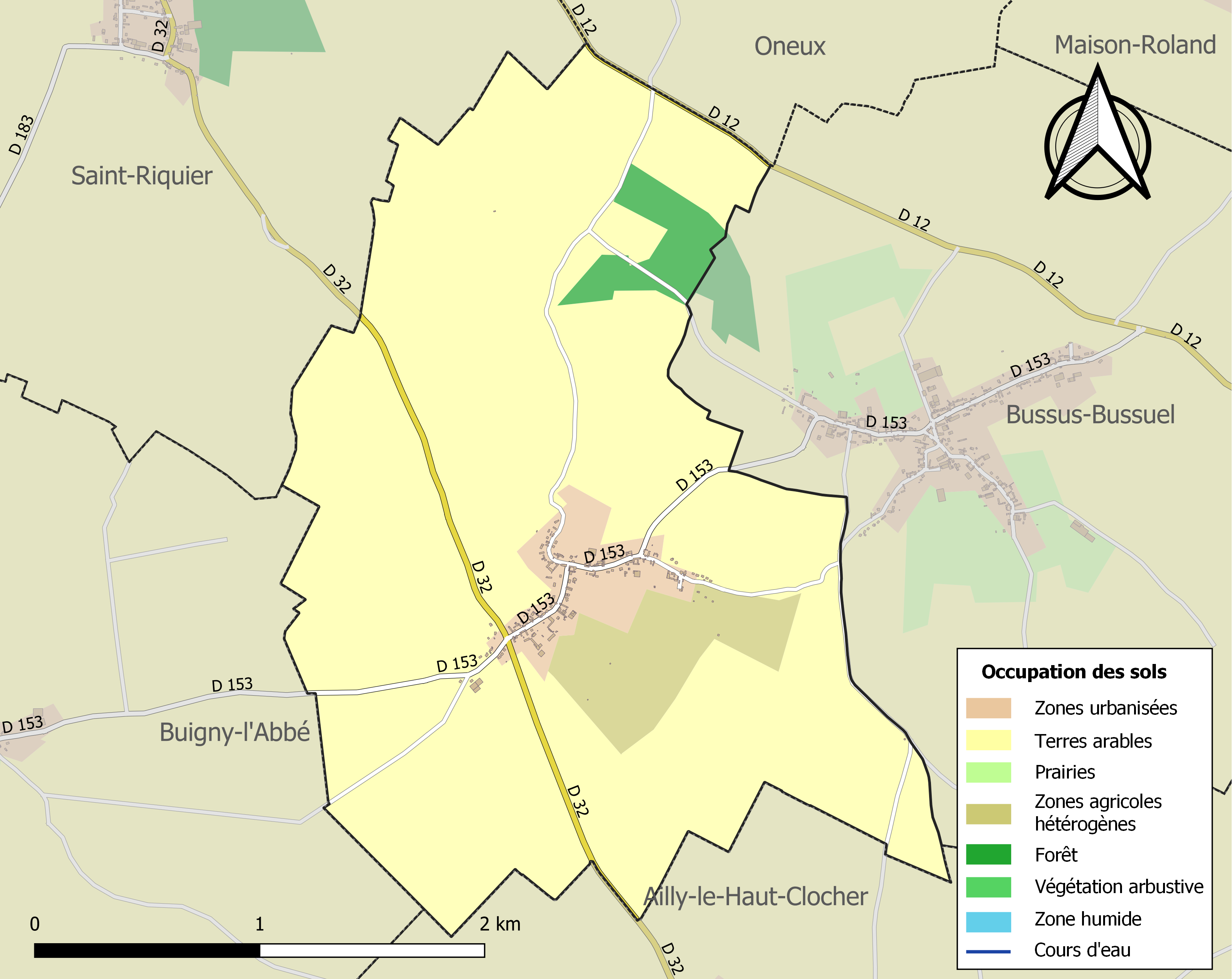
Kaart van de belangrijkste infrastructuur, bodemgebruik en omliggende gemeenten

## Demografie
Onderstaande figuur toont het verloop van het inwonertal.